# إلمر سميث
إلمر سميث (بالإنجليزية: Elmer Smith) هو لاعب كرة قاعدة أمريكي، ولد في 21 سبتمبر 1892 في ساندوسكي في الولايات المتحدة، وتوفي في 3 أغسطس 1984 في كولومبيا في الولايات المتحدة.

## وصلات خارجية
- إلمر سميث على موقعبيزبول رفرنس.كوم (الدوري الرئيسي) (الإنجليزية)